# Manali (ort i Indien)
Manali är en ort i Indien.   Den ligger i distriktet Thiruvallur och delstaten Tamil Nadu, i den södra delen av landet, 1 700 km söder om huvudstaden New Delhi. Manali ligger 6 meter över havet och antalet invånare är 32 363.
Terrängen runt Manali är mycket platt. Havet är nära Manali österut.  Närmaste större samhälle är Madras, 8,8 km söder om Manali.